# Antonín Kubálek
Antonín Kubálek (8. listopadu 1935 Libkovice – 19. ledna 2011 Praha) byl jeden z nejvýznamnějších[zdroj⁠?!] českých klavíristů dvacátého století.

## Životopis
K hudbě se dostal díky nehodě, která mu způsobila vážné zranění zraku, které jej poznamenalo na celý život. Na klavír tak začal hrát v pražském klášteře až v jedenácti letech pod vedením slepého učitele Otakara Heindela. Díky svému výjimečnému talentu se dokázal během pouhých tří let připravit ke zkouškám na pražskou konzervatoř a později pokračoval i na HAMU.
Po studiích u Oldřicha Kredby a u známých žáků Viléma Kurze Františka Maxiána a Zdeňka Jílka v roce 1968 emigroval do Kanady, kde se dokázal záhy zařadit mezi nejrespektovanější klavíristy. Vystupoval jako sólista s Toronto Symphony Orchestra a natáčel pro kanadský rozhlas i televizi.
Vysloužil si i obdiv slavného Glenna Goulda, který jej dokonce požádal o natočení druhé sonáty Ericha Wolfganga Korngolda) pro CD v Gouldově produkci. Kubálek byl jediným umělcem, kterého slavný Kanaďan takto poctil.

## Nahrávky
Jeho nahrávky, nejprve LP desky (různé společnosti) a později CD exkluzivně natáčené pro americkou společnost Dorian Recordings získaly řadu ocenění (Fanfare Magazine, American Record Guide…) a dvě z nich byly nominovány na prestižní Juno Awards. Mezi nimi také jedna z mnohých desek české hudby, kterou Kubálek soustavně propagoval. I díky tomu se stal od roku 2002 nositelem ceny České hudební rady. Proslul také jako interpret soudobé hudby, jak české, tak kanadské (více než 70 premiér).

## Pedagogická dráha a další činnost
Působil jako pedagog na Glenn Gould School of Music (Royal Conservatory of Toronto) a byl členem pedagogického sboru hudebních fakult York University a University of Toronto. Byl předsedou torontské nadace Fred Gaviller Memorial Fund, která sponzorovala debuty začínajících koncertních umělců a předsedal také odborné komisi kanadské hudební společnosti The Kapralova Society. V roce 2001 se podílel na prvním rozhlasovém dokumentu CBC Radio 2 o Vítězslavě Kaprálové, pro který natočil její klavírní variace. Ale nezapomněl ani na svou vlast. V roce 2003 založil ve Zlatých Horách klavírní festival, nesoucí jeho jméno (Mezinárodní klavírní kurzy Antonína Kubálka), jehož se účastní mladí interpreti z celého světa. Mezi jeho nejvýznamnější žáky z té doby patří Richard Pohl.